# Michael Denman Gambier-Parry
Michael Denman Gambier-Parry, britanski general, * 1891, † 1976.